# El Quince, Jalisco
El Quince är en ort i Mexiko.   Den ligger i kommunen El Salto och delstaten Jalisco, i den centrala delen av landet, 400 km väster om huvudstaden Mexico City. El Quince ligger 1 525 meter över havet och antalet invånare är 11 878.
Terrängen runt El Quince är en högslätt. Runt El Quince är det ganska tätbefolkat, med 222 invånare per kvadratkilometer. Närmaste större samhälle är Guadalajara, 17,6 km nordväst om El Quince. I omgivningarna runt El Quince växer huvudsakligen savannskog.